# 格拉夫沙夫特
格拉夫沙夫特是德国莱茵兰-普法尔茨州的一个市镇。总面积57.55平方公里，总人口10782人，其中男性5397人，女性5385人（2011年12月31日），人口密度187人/平方公里。